# Aquí no hay quien viva (serie de televisión argentina)
Aquí no hay quien viva es una serie de televisión argentina de género humorístico con toques de sitcom, basada en la exitosa serie homónima española.
Protagonizada por Julieta Ortega, Mariano Torre y Eduardo Blanco, con la participación antagónica de Deborah Warren.
Coprotagonizada por Daniel Hendler y cuenta con las actuaciones estelares de los primeros actores Roberto Carnaghi, Jorge Suárez, Norma Pons, Mabel Pessen y Lidia Catalano.
Los guiones originales fueron adaptados por Sebastián Rotstein y Alberto Rojas Apel, quien también había trabajado en otras adaptaciones del canal, como ¿Quién es el jefe?, versión de la estadounidense Who's the boss?, y Hechizada, de la también estadounidense Bewitched.
El programa fue grabado en los estudios Teleinde en Martínez, íntegramente en interiores (incluso la fachada del edificio). Si bien Telefe había obtenido los derechos de adaptación en 2006, el rodaje comenzó apresuradamente el 19 de noviembre de 2007, con el fin de anticipar la nueva telecomedia de Pol-Ka, Por amor a vos, esperando retomar el éxito nocturno, que el canal había perdido durante 2007 en manos de Canal 13.

## Sinopsis
La serie transcurre en un edificio de tres pisos -dos departamentos por piso, una portería, una terraza, un ático y en el video club ubicado en la planta baja- habitado por un heterogéneo grupo de personajes, de diferentes estratos sociales, con diferentes personalidades y diferentes intereses, narrando su difícil pero divertida convivencia.
El edificio funciona prácticamente como un país en miniatura, con su Presidente del consorcio, su primera dama, los vecinos oficialistas, los opositores y las constantes luchas por llegar al poder democráticamente o por la fuerza.

## Elenco
| Personaje                               | Intérprete                                     | Descripción | Dpto.     |
| --------------------------------------- | ---------------------------------------------- | --- | --------- |
| Lucía Panebianco                        | Julieta Ortega                                 | Lucía es una administradora empresaria recién mudada al edificio con su pareja (Federico Grimberg). Ella tiene un perfil serio que debe adaptar para convivir con sus vecinos. | 3.º. "A"  |
| Federico Grimberg                       | Mariano Torre                                  | Recién mudado al edificio junto a su novia, con la cual ya lleva 3 años de noviazgo. Federico es arquitecto, pero desempleado, por lo que debe vivir del dinero de su novia. Tiene orígenes judíos. | 3.º. "A"  |
| Juan Cuesta                             | Eduardo Blanco                                 | Docente y presidente del consorcio, un tipo inseguro y de autoestima baja, que lidia con la administración de un edificio caótico. | 2.º. "A"  |
| Familia Cuesta                          | Deborah Warren, Agustina Córdova y Franco Rau  | Graciela (Grace), la esposa de Juan Cuesta, es controladora, y no teme faltarle el respeto a su marido. Su hija, Diana, muere por Federico. La familia abusa de la bondad de Juan, sabiendo que de él, por su blanda personalidad, pueden obtener lo que quieran. | 2.º. "A"  |
| Román Bobadilla                         | Daniel Hendler                                 | El encargado del edificio (no le gusta que lo llamen portero, ya que según dice, el portero es eléctrico), la mano derecha del presidente del consorcio, Juan Cuesta. Un tipo muy hábil para trabajar poco. Mantiene un romance con Sol. | Portería  |
| Hipólito Bobadilla                      | Roberto Carnaghi                               | Es el padre de Román, el portero. Usa un evidente peluquín y se dedica a vender libros, que nunca ha leído. Suele aprovecharse de su hijo y de los demás vecinos del edificio. | Portería  |
| Familia Guerra Andrés, Marga y Carlitos | Jorge Suárez, Silvina Bosco y Ezequiel Castaño | La familia némesis de los Cuesta. Él es el típico argentino con la mentalidad de la década de los noventa: tipo egoísta, corrupto y oscuro, vive de trabajos turbios que hasta su esposa desconoce. Hace alarde siempre de sus "contactos" ya que se jacta de poder solucionar todos los problemas "haciendo un llamadito". Margarita, apodada por sus vecinos como "Milanesa de soja", está embebida en la ideología New Age, lo que la abstrae de la realidad, aunque su verdadera filosofía es la negación. Fanática de las esencias aromáticas, aunque suele confundirsélas con aprestos o naftalinas. Su hijo, Carlitos, nombre en apología al expresidente, es un buen deportista y un completo desconocido en el edificio, cuyos objetivos de vida son dos: seguir a la Selección nacional, y Diana Cuesta, cuyo amor -prácticamente obsesión- mantiene en secreto. | 2.º. "B"  |
| Alan Pichot                             | Héctor Díaz                                    | Gay asumido, convive con Gaby, siempre tiene que mantenerse al margen de algunas cosas, ya que no puede evitar chillar y hacer gestos con las manos, lo cual harían que todos los inquilinos descubrieran su homosexualidad. Acosa constantemente a Gaby para que salga del placard. Finalmente su relación con Gaby termina, aunque no puede dejar de pensar en él. Comienza a vivir con una amiga: Ana, a la que deja embarazada por su gran deseo de ser madre. | 1.º. "B"  |
| Ana                                     | Eugenia Guerty                                 | Lesbiana, es amiga y convive con Alan luego de que terminara su relación con Gaby. Por su gran deseo de ser madre, logró convencer a Alan para que, por medio de inseminación artificial, la dejara embarazada. | 1.º. "B"  |
| Gaby                                    | Gerardo Chendo                                 | Abogado. No se anima a salir del placard, manteniendo oculta su sexualidad con sus propios vecinos y hasta con su familia, aunque su padre lo descubrió en un descuido, y, para sorpresa de Gaby, se enteró de que él también era gay. Luego de separarse de Alan abandonó el edificio. | 1.º. "B"  |
| Hermanas Turienzo                       | Norma Pons, Mabel Pessen y Lidia Catalano      | Raquel (soltera), dueña de Sandrito, un pequeño perrito, Nélida (divorciada), Tomasa (viuda). Un grupo de señoras mayores solas, que dedican su tiempo al chusmerío, en especial para dejar a la luz la homosexualidad de Alan y Gabriel. | 1.º. "A"  |
| Sol Neumann                             | Jorgelina Aruzzi                               | Telemarketer, debe lidiar con todas las cuentas del departamento, y con los ocasionales novios de Olga. A diferencia de ella, odia arreglarse y siempre aparece con el pelo revuelto y ropa de entrecasa, esté dónde esté. Mantiene una histérica relación con el portero Román. | 3.º. "B"  |
| Olga Gutié                              | Paula Morales                                  | Modelo, actriz, aunque no se le conocen trabajos (salvo una propaganda de Pumper Nic, dónde solo mostraba las piernas). Tiene una personalidad extrovertida, frívola, ingenua, y bastante tonta. Junto con Sol, su amiga, adeudan varios meses de expensas, aunque solo parece preocuparle los hombres, especialmente Gaby, el del 1.º. "B" | 3.º. "B"  |
| Lucas                                   | Nahuel Pérez Biscayart                         | El encargado del videoclub, vive soñando con participar en una película de gran éxito. En los primeros capítulos, cayó bajo un estado hipnótico haciéndose creer que era Bruce Willis, provocando destrozos en todo el edificio. Un poco más adelante, graba un cortometraje de terror junto a Román y el menor de los Cuesta. Finalmente viajó a Hollywood para grabar su propia película, por lo que el personaje abandona la serie. | Videoclub |

## Lista de capítulos
La serie está compuesta por 39 episodios; en el anexo podemos ver una información detallada de cada uno de los episodios.

## Recepción
La tira fue promocionada por Telefe, tres meses con anterioridad a la fecha de emisión, con propagandas masivas durante su grilla. Al acercarse la fecha de emisión, dichas publicidades se incrementaron, y fueron acompañados de una escueta campaña en la vía pública.
La tira estaba prevista a emitirse antes de que finalice el 2007, pero el conflicto con los sindicatos de actores acontecido durante las últimas semanas de noviembre y las primeras de diciembre retrasaron las grabaciones y, por tanto, también la fecha de estreno prevista.
Finalmente, la primera emisión de la tira fue el 10 de enero de 2008, a las 22.15 (UTC-2), aunque Telefe retrasó la emisión media hora, sin aviso previo. A pesar de ello, el índice de audiencia conseguido fue el más alto del canal durante el año hasta ese momento, con una cuota del 20,1% de la cuota de pantalla, ganando su franja horaria. Primeramente pensada como una serie semanal su emisión se amplió a los martes y jueves en el horario anterior, pero siendo manipulado tras cada emisión. Uno de los objetivos de esa manipulación era evitar que el programa compita directamente con Son de Fierro, la ficción más exitosa durante 2007, que se encontraba en momentos decisivos.

### Crítica
La crítica, si bien esperó ver el desenvolvimiento del programa a lo largo de los capítulos, comentó de su estreno:

El difícil desafío de adaptar una sitcom extranjera quedó en evidencia en el primer episodio de esta eficaz comedia, que supo salir airosa de la prueba aunque con algunas dificultades a resolver, más que evidentes en la fluctuación caótica de los registros actorales de su gran elenco (del grotesco al minimalismo sin escalas, a veces dentro de una misma secuencia). También conspiran contra el resultado final algunos diálogos acartonados a la hora de pintar tanto a los personajes más cercanos a la caricatura (...) como los más convencionales (...)

Por el contrario, Aquí no hay quien viva tuvo sus puntales en el retrato del fluctuante equilibrio de poder entre el inescrupuloso presidente del consorcio (un inspirado Eduardo Blanco) y un encargado tan inútil como decidido (Daniel Hendler, cuyo ya característico personaje sólo recibe aquí un cambio de peinado), en la puntillosa construcción de sus gags y en algunas certeras observaciones acerca sobre la naturaleza autocrática de los consorcios que, como suele ocurrir, se detienen mucho antes que su pesadillesca contraparte real.
Dolores Graña, para La Nación

El diario Clarín, que integra un grupo empresarial junto a Canal 13, principal competidor de Telefe, fue más crítico en sus comentarios:

El formato original, de origen español, con guiones adaptados, vuelve a poner en discusión las verdaderas razones de este sistema de "compra de ideas". Porque, después de ver el primer capítulo, ¿alguien, por ventura, puede pensar que se necesita salir al exterior para "comprar" esta mezcla de Buenos vecinos con una comedia de Darío Vittori y La tuerca?
(...) El primer capítulo, como no podía ser de otra manera (o sí, pero ése es otro tema), se ocupó de presentar a todos y cada uno de los personajes, subrayando su costado más extravagante y ridículo. Costado que, en este tipo de propuestas, con personajes planos y de poco espesor, suele ser el único a exhibir.
Luis María Hermida, para Clarín 

### Audiencia
La buena audiencia conseguida en su estreno, no pudo retenerse en los siguientes capítulos, obteniendo en el segundo, un índice de audiencia de 15,4 puntos, y en el tercero 14,8, marcando un ciclo descendente, que se lograría equilibrar en torno a los 15 puntos. Al entrar en competencia con la nueva telecomedia de Pol-Ka, Por amor a vos, el programa sufriría una pequeña caída en sus mediciones, de alrededor de un punto promedio. Más tarde lograría repuntar sus mediciones al acercarse el fin de la temporada veraniega, lo que le significa a la televisión un mayor encendido, alcanzando un pico de 17,2 puntos en su decimoquinta emisión. A pesar de este mejoramiento en su audiencia, Telefe decidió resignar el programa a una emisión semanal, y cambiar su horario por el de las 23:30. Esta serie de cambios fueron motivos de críticas por parte de los televidentes de la serie, y le causaron una pérdida cercana al 9% del índice de audiencia, pasando de ser el tercer programa más visto del día, al sexto lugar.
A pesar de los resultados negativos del cambio de horario de emisión, Telefe lo sostuvo, acercándolo, incluso, a la medianoche, y variando su programación intempestivamente. Más tarde, la emisión del programa sería nuevamente trasladada, esta vez, a los viernes a la medianoche.[cita requerida]
Julieta Ortega (que interpretaba al personaje de Lucía Panebianco) comentó al respecto en una entrevista a un prestigioso diario del país: 

"El formato es muy bueno y la serie también. Pero me parece que lo ven muchos chicos jóvenes, y no es adecuado estar casi a la madianoche".[cita requerida]

## Números Finales
Aquí no hay quien viva finalizó con un promedio de 9.2 puntos en las 39 emisiones que tuvo al aire. El pico lo conoció durante su debut, el 10 de enero, cuando alcanzó 20.1, mientras que el piso del programa fue el 22 de mayo cuando tuvo un índice de audiencia de 6.4.
En su último episodio emitido el 29 de agosto de 2008, con guiones modificados para acelerar el final de cada una de las historias, el índice de audiencia fue de 8,2.